# Théâtre de Beausobre
Pour les articles homonymes, voir Beausobre.
Le Théâtre de Beausobre, est un théâtre suisse, situé à Morges. Propriété communale, il fait partie d’un complexe architectural comprenant collège et école de musique, à savoir le Collège de Beausobre ainsi que le Conservatoire de l'Ouest vaudois.

## Historique
D’Ignace Paderewski à René Morax, Morges a une longue tradition musicale et théâtrale. Ses salles historiques, de capacité très limitée, sont celles du Casino (1900), puis des Trois P’tits Tours (1959). Le théâtre de Beausobre (857 places) compte, sur territoire vaudois, parmi les premiers lieux de scène contemporains construits hors des grands centres urbains. Il est inauguré en 1986 et tire son nom d’une vieille famille aristocratique d’origine française, établie à Morges dès le XVIe-XVIIe siècle.
Le bâtiment est en effet implanté sur un domaine arborisé ayant appartenu à Emmanuel-Georges de Beausobre, ingénieur formé vers 1839 à l’École centrale des arts et manufactures de Paris et dont la demeure, dite « Chalet de Beausobre », est conservée. En 1959, ses descendantes, les sœurs Germaine et Nelty de Beausobre, donnent cette propriété à la Fondation de l’Hôpital et à la paroisse réformée de leur ville. Mais la parcelle, située en bordure d’autoroute et au voisinage de la voie ferrée, est peu propice à l’établissement d’un hôpital moderne. Un échange de terrains avec la Ville de Morges permet d’établir l’édifice hospitalier un peu plus en amont, tandis que la propriété de Beausobre pourra accueillir, après le décès de Nelty en 1977, un bâtiment complexe conçu par le bureau d’architecture lausannois Pierre Grand, lauréat d’un concours en 1979.

## Ligne artistique
Dès son engagement en 1985, Jean-Marc Desponds a pu développer un véritable théâtre dans une salle qui n'était initialement prévue que comme aula. La ligne artistique établie avec son co-programmateur, Jean-Marc Genier, est celle d’un lieu accueillant des spectacles déjà créés, par panachage de succès parisiens, de vedettes confirmées, de productions locales, de chansons, d’humour, de danse et de musiques du monde. Au fil des ans, cette scène, devenue un « Olympia romand », a vu défiler plus 1 800 spectacles et au moins autant d’artistes. Dès la fin des années 1980, l’humour s’y taille une place importante dans un registre alors encore nouveau, avec la création du festival Morges-sous-Rire (1989). Hormis Coluche, mort trop tôt, en 1986, et Zouc, retirée de la scène à la fin des années 1980, la plupart des humoristes francophones ont brûlé les planches de Beausobre. Dès 1988, Raymond Devos établit des liens privilégiés avec cette scène, écrivant, dans le livre d’or du théâtre, « C’est ici, à Beausobre, c’est décidé, que je viendrai finir mon cirque en Suisse… ».

## Rénovations
Le 17 février 2020, commencent les travaux de rénovation du théâtre de Beausobre. Ces travaux n'ont pas pour but de redéfinir l'architecture caractéristique du bâtiment mais plutôt de rénover l'intérieur qui se veut moderne, épuré et fonctionnel.
Ces travaux finirent en janvier 2021.

## Sources
- François Marin, « Théâtre de Beausobre, Morges VD », dans le Dictionnaire du théâtre en Suisse en ligne.
- Michel Caspary, Sedrik Nemeth, Beausobre. Un théâtre au cœur de la Cité, Morges 2006, 200 p. (avec préface de Michel Bouquet). (À la fin de l’ouvrage, la liste de plus de 1 400 spectacles que cette institution a accueilli en 20 ans d’existence).